# Nociglia
Nociglia est une commune italienne de la province de Lecce dans la région des Pouilles. Cette petite commune du Salento, avec ses rues pavées et ses maisons en pierre, offre aux visiteurs un cadre typique du sud de l'Italie, alliant tranquillité et beauté naturelle. Les oliviers et les kilomètres de verdure qui l'entourent invitent les visiteurs à la détente.

## Culture

### Lieux et monuments

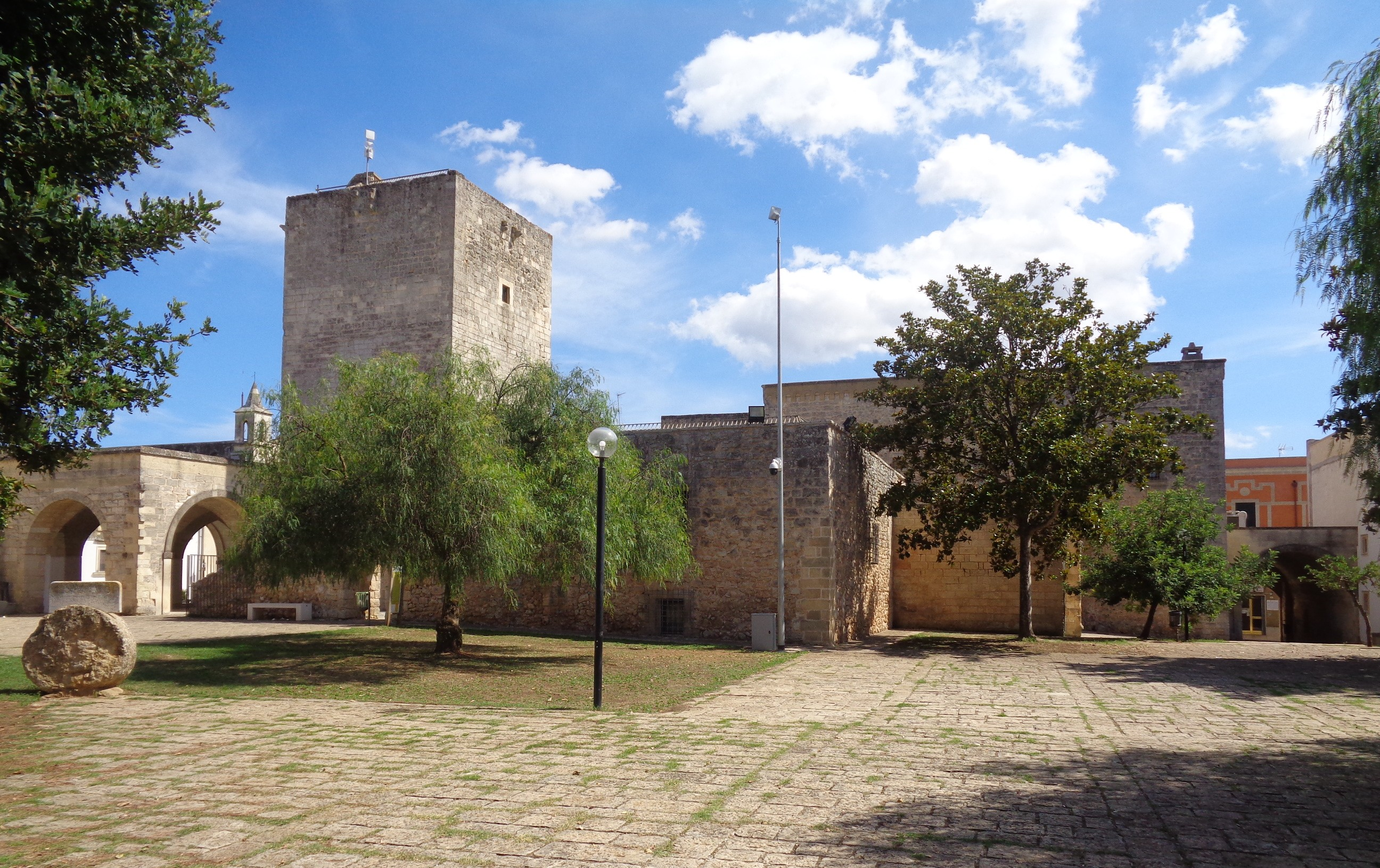
Palazzo Baronale "Gallone Pignatelli"
Le palais baronnial "Gallone Pignatelli" a été construit  à la fin du XVIIe siècle autour des vestiges de l'ancien château. Il appartenait à la famille Gallone Pignatelli. Les Gallone l'ont acquis en 1663 et en sont devenus les seigneurs féodaux jusqu'à l'abolition du système féodal en 1806. Beaucoup de travaux de renouvellement ont été réalisés. L'ensemble de la forteresse a été transformé en un élégant manoir et de nouvelles pièces y ont été construites.
Cependant, plusieurs parties du château du XVIIe sièclee n'ont pas été touchées : la grande tour, de nombreux vestiges des anciens murs qui sont encore visibles, les caves et bien évidemment les ponts en forme d'arc qui mènent à la tour.

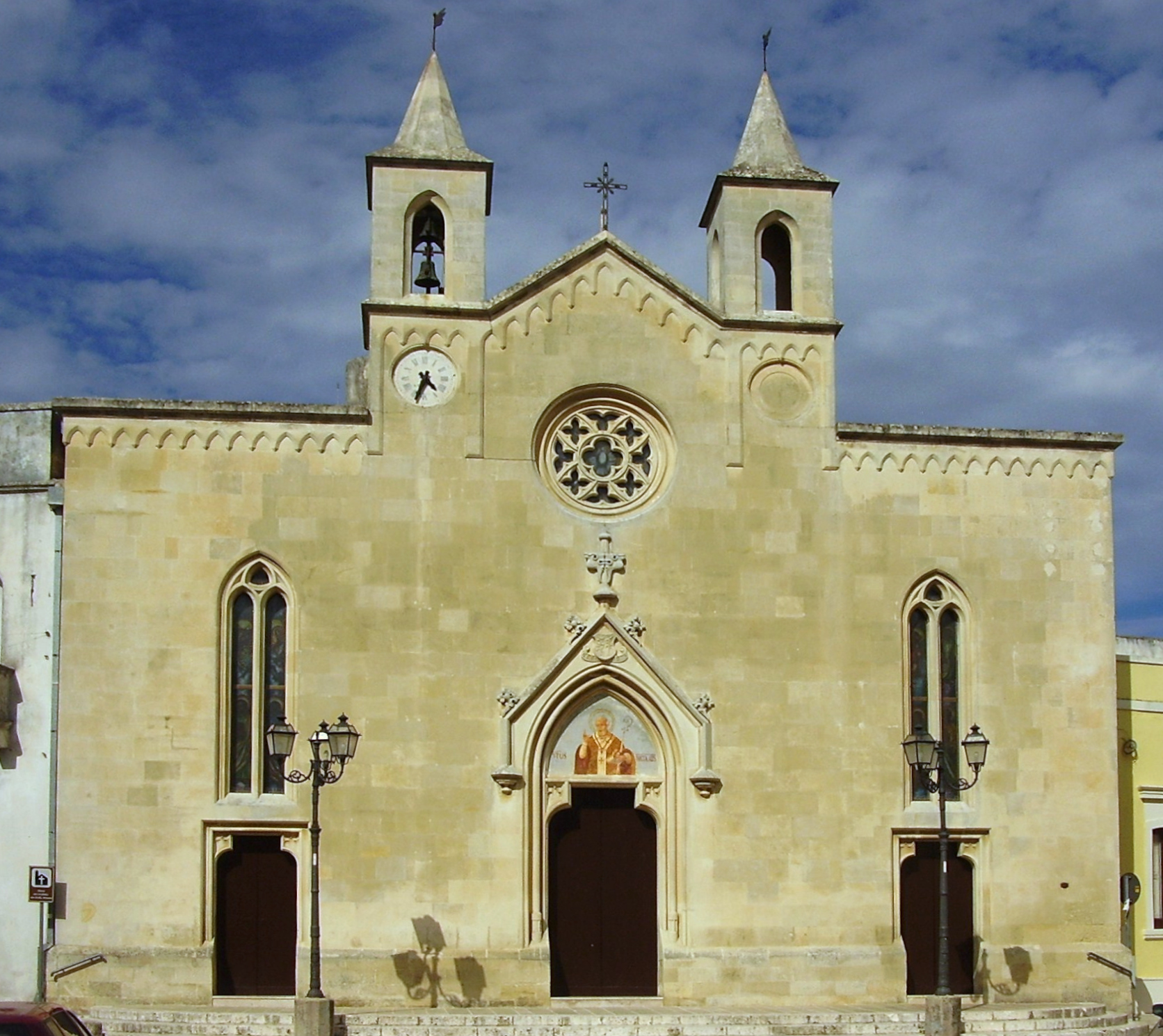
Chiesa di San Nicola Vescovo
L'église de Saint Nicolas évêque a été reconstruite entre 1869 et 1874 sur les ruines de l'ancienne église qui elle datait de 1800. Elle dut être reconstruite car elle tombait en ruine, à tel point qu'elle fut qualifiée par le curé de l'époque, don Domenico Marzotta, « d'indigne pour le culte divin ».
Conçue dans un style néogothique par l'architecte Filippo Bacile, elle mesure 30 mètres de long pour 16 de large. Sa structure rappelle celle des églises chrétiennes du XIVe siècle. Ses douze fenêtres, six de chaque côté, laissent entrer la lumière naturelle. Un clocher est présent sur le côté du bâtiment tandis que deux autres tourelles surplombent la façade ouest.

### Fêtes, événements
La fête religieuse de Sant 'Antonio da Padova, saint patron du village, se déroule sur plusieurs jours durant le mois d'août.
Il existe d'autres fêtes traditionnelles, comme la Sagra de lu noce, où les habitants et les visiteurs peuvent goûter toutes sortes de spécialités à base de noix et assister à des concerts de groupes locaux interprétant de la musique traditionnelle.

## Administration
| Période                                  | Période      | Identité          | Étiquette       | Qualité |
| ---------------------------------------- | ------------ | ----------------- | --------------- | ------- |
| 16 mai 2011                              | 13 juin 2022 | Massimo Martella  | (liste civique) | Sindaco |
| 13 juin 2022                             | En cours     | Vincenzo Vadrucci | (liste civique) | Sindaco |
| Les données manquantes sont à compléter. |              |                   |                 |         |

### Hameaux
La commune de possède pas de frazioni (hameaux officiels).

### Communes limitrophes
Montesano Salentino, Poggiardo, San Cassiano, Supersano, Surano.